# Fluss-Esche
Die Fluss-Esche (Fraxinus sogdiana) ist eine Laubbaumart aus der Gattung der Eschen in der Familie der Ölbaumgewächse. Ihr natürliches Verbreitungsgebiet liegt in Mittelasien.

## Beschreibung
Die Fluss-Esche ist ein Baum mit eiförmiger Krone, der eine Höhe bis 20 Meter, in Kultur meist nur bis 10 Meter erreicht. Die Zweige sind stielrund, olivfarben bis graubraun und kahl. Die Endknospen sind klein, braun und länger als breit. 
Die gestielten Laubblätter stehen zu dreien wirtelig an den Zweigenden. Sie sind 10 bis 25 Zentimeter lang, zusammengesetzt und bestehen aus 7 bis 11, selten bis 13 gestielten Blättchen. Die Blättchen sind 2,5 bis 8 Zentimeter lang und 1,5 bis 4 Zentimeter breit, eiförmig bis elliptisch, zugespitzt mit einer keilförmigen bis spitzen Basis. Der Blattrand ist in der oberen Hälfte unregelmäßig grob spitzig gesägt. Die Blättchenoberseite ist tiefgrün und kahl, die drüsige Unterseite ist nur bei jungen Blättern an den Nerven etwas behaart. Es werden 10 bis 14 Nervenpaare gebildet. Der rinnige bis kurz geflügelte Blattstiel ist 4 bis 5 Zentimeter lang. Die Rhachis ist rinnig.
Die Blüten sind meist zwittrig und stehen in seitenständigen Rispen. Die Blüten erscheinen vor den Blättern von April bis Mai. Die Büten sind ohne Blütenhülle.
Als Früchte werden 3 bis 5 Zentimeter lange, flache und einseitig geflügelte, einsamige Nussfrüchte gebildet, deren Flügelsaum bis zur Mitte herabläuft.
Die Chromosomenzahl beträgt 2n = 46.

## Verbreitung und Ökologie
Das Verbreitungsgebiet der Fluss-Esche liegt in Zentralasien in Kasachstan, Kirgisistan, Tadschikistan, Usbekistan und im chinesischen Xinjiang und Afghanistan. Dort gedeiht sie in Auen- und Ufergehölzen und offenen Wäldern auf mäßig trockenen bis frischen, schwach sauren bis stark alkalischen, sandigen, kiesigen oder lehmigen, nährstoffreichen Böden an sonnigen Standorten. Sie ist hitzeverträglich aber nur mäßig frosthart. Man findet sie in Höhen von etwa 500 Metern.
Die Fluss-Esche wird in der Roten Liste der IUCN als nicht gefährdet („Least Concern“) geführt.

## Systematik
Die Fluss-Esche (Fraxinus sogdiana ) ist eine Art aus der Gattung der Eschen (Fraxinus) in der Familie der Ölbaumgewächse (Oleaceae). Sie wird der Sektion Fraxinus zugeordnet. Ein Synonym der Art ist Fraxinus potamophila Herder.